# Coda alla vaccinara
La coda alla vaccinara è un piatto tipico della cucina romana, costituito dalla coda del bovino (di solito bue) stufata, condita con verdure varie.

## Origini della tradizione ricettaria
Nata nel cuore di Roma, più precisamente nel rione Regola, dove abitavano i vaccinari, la coda alla vaccinara è considerata la "regina" del quinto quarto, ovvero quel che rimane della bestia vaccina dopo che sono state vendute ai benestanti le parti pregiate. Del quinto quarto fanno parte la coda, la trippa, la pajata, il cuore, la milza e tutte le frattaglie. Esistono due versioni principali, che si differenziano soprattutto nella parte finale della preparazione, dove in una viene preparata una salsa a base di cacao amaro, pinoli e uva passa, mentre nell'altra no. Tuttavia, per nessuna delle due varianti si può parlare di ricetta originale, in quanto entrambe convivono da molti decenni nelle varie trattorie di Roma.
La prima versione è quella indicata anche da Ada Boni nel suo libro La cucina romana (1929). L'autrice, avendo come obiettivo principale una cucina casalinga, indica una preparazione dal doppio uso: prepara con la stessa carne un primo piatto con il brodo ottenuto lessando la coda, e poi un secondo di carne costituito dalla coda alla vaccinara vera e propria. La coda, quindi, veniva inizialmente fatta lessare, in modo tale che il brodo si potesse utilizzare per altri piatti. La carne continuava la cottura in un tegame dove era stato fatto soffriggere un trito di aglio, cipolla, prezzemolo, carota, lardo e una fettina di prosciutto. Quindi veniva aggiunta un po' di salsa di pomodoro, parte del brodo e il sedano sbollentato. La cottura proseguiva fino a che la salsa non si era ristretta.
L'altra versione è un piatto più ricco, che si poteva trovare nelle trattorie e nei ristoranti, e alla quale era stata dedicata anche una poesia da Cesare Simmi, proprietario de "La Cisterna" a partire dal 1928. Si prende una coda di bue e la si lava sotto l'acqua corrente per toglierle le tracce di sangue. Si taglia a tocchi, o "rocchi", e la si mette a rosolare con un trito di lardo (o guanciale) e olio. Appena rosolata si aggiunge una cipolla tritata con due spicchi d'aglio, dei chiodi di garofano, sale e pepe. Si fa evaporare l'acqua buttata fuori dalla coda, si sfuma con del vino bianco secco e si fa cuocere per un quarto d'ora coperta. Quindi si aggiunge un chilo di pomodori pelati a pezzi. Si lascia cuocere per circa un'ora, poi si allunga la salsa con dell'acqua calda fino a coprire la coda, si incoperchia nuovamente e si prosegue la cottura per altre tre ore. Nel frattempo si lessa del sedano. Appena pronto, si scola e si mette in un tegame con un po' di sugo della coda, i pinoli, l'uva passa e il cacao amaro. Questa salsa va fatta bollire per qualche minuto e poi va versata sulla coda al momento di servire.
Altre varianti prevedono l'uso anche dei "gaffi", ovvero le guance del bovino, l'aggiunta a fine cottura di un pizzico di cannella (Adolfo Giaquinto) o di noce moscata (Carnacina-Buonassisi).

## Rigatoni al sugo di coda
Nata come piatto a sé la coda, o meglio la sua salsa, a Roma viene anche usata per condire i rigatoni rigati (chiamati anche “rigatoni alla vaccinara”). La preparazione è la stessa, ma invece di servire la coda da sola, con la salsa viene condita la pasta, si aggiunge del pecorino, quindi viene messo sopra un “rocchio”.